# 第85步兵師 (德國國防軍)
第85步兵師（德語：85. Infanterie-Division）是納粹德國國防軍陸軍的一個步兵師。該師於1944年2月組建。
該師在法萊斯包圍戰期間，作為德軍解圍部隊參戰。之後該師在市場花園行動、許特根森林戰役參戰。
該師最後於1945年3月向盟軍投降。

## 註腳
1. ↑  Mitcham（2007年）